# Berenbostel
Berenbostel ist der größte Stadtteil von Garbsen in der niedersächsischen Region Hannover.

## Geografie
Berenbostel grenzt im Norden an Osterwald und an Stelingen. Im Osten liegt die Landeshauptstadt Hannover und der Langenhagener Stadtteil Engelbostel. Südlich befindet sich Garbsen-Mitte und im Westen liegt Meyenfeld.
Ein Kuriosum bietet eine nach wie vor existierende Exklave innerhalb der Autobahnabfahrt Hannover-Herrenhausen auf hannoverschem Stadtgebiet. Es handelt sich dabei um die ehemalige Ladestelle Berenbostel, die 1916 auf Betreiben der ansässigen Ziegeleibesitzer eingerichtet und von Marienwerder nach Berenbostel umgemeindet wurde.

## Geschichte
Berenbostel wurde 1206 erstmals urkundlich erwähnt. Der Name Berenbostel leitet sich aus der Ortsbezeichnung „Bardinge Burstelle“ (ugf. Bauernhof des Bauern Barding) ab.
In den 1920er Jahren wurde der Stadtfriedhof Berenbostel eingerichtet.

### Eingemeindungen
Zur Gebietsreform in Niedersachsen wurde Berenbostel am 1. März 1974 in die Stadt Garbsen eingegliedert.

### Einwohnerentwicklung
| Jahr      | 1885  | 1910  | 1925  | 1933  | 1939  | 1950  | 1956  | 1973   | 2018   |
| --------- | ----- | ----- | ----- | ----- | ----- | ----- | ----- | ------ | ------ |
| Einwohner | 550   | 930   | 1063  | 997   | 1293  | 2290  | 2352  | 13.808 | 15.116 |
| Quelle    | [ 5 ] | [ 6 ] | [ 5 ] | [ 5 ] | [ 5 ] | [ 7 ] | [ 7 ] | [ 1 ]  | [ 2 ]  |

|  |

## Religion

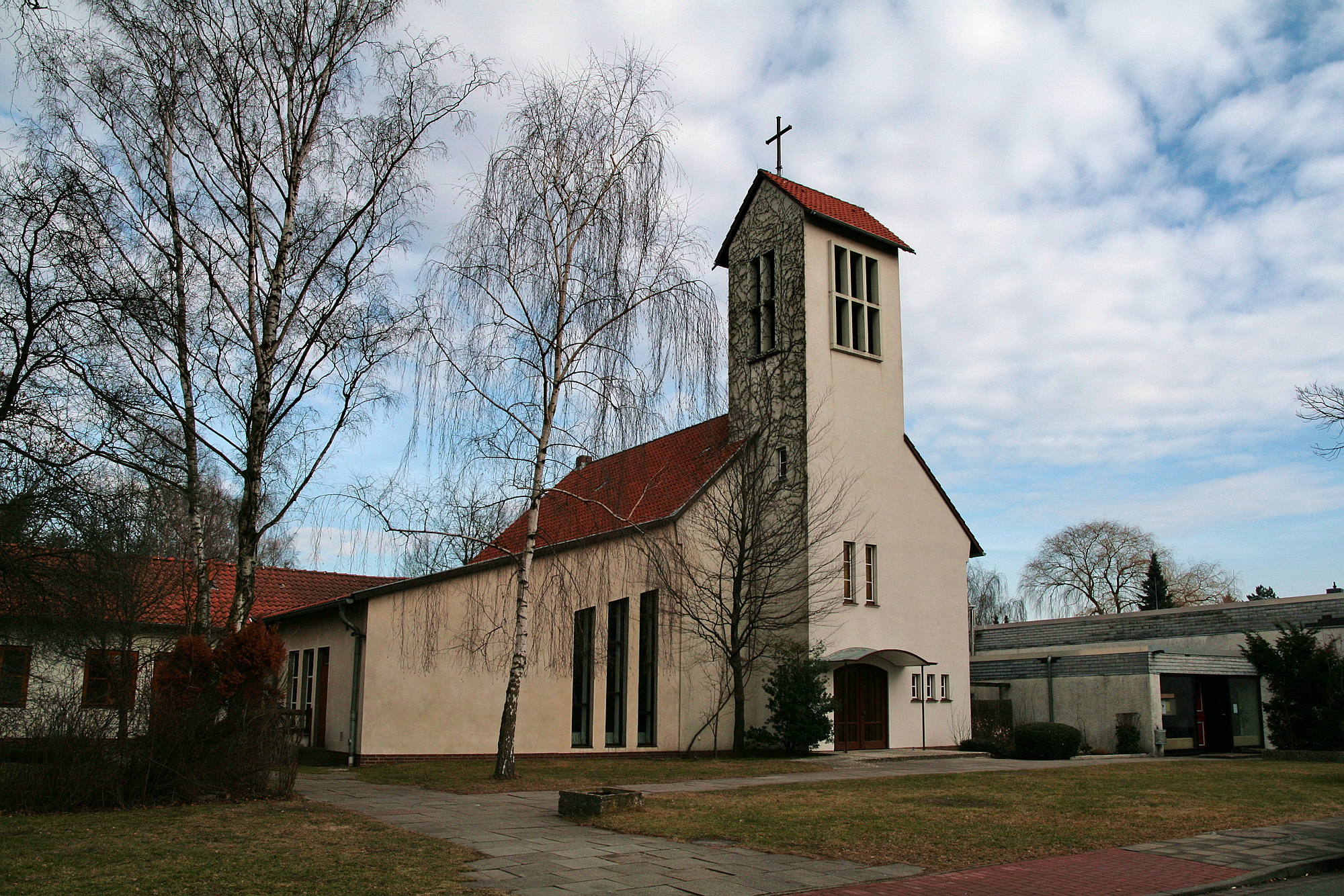
Stephanuskirche

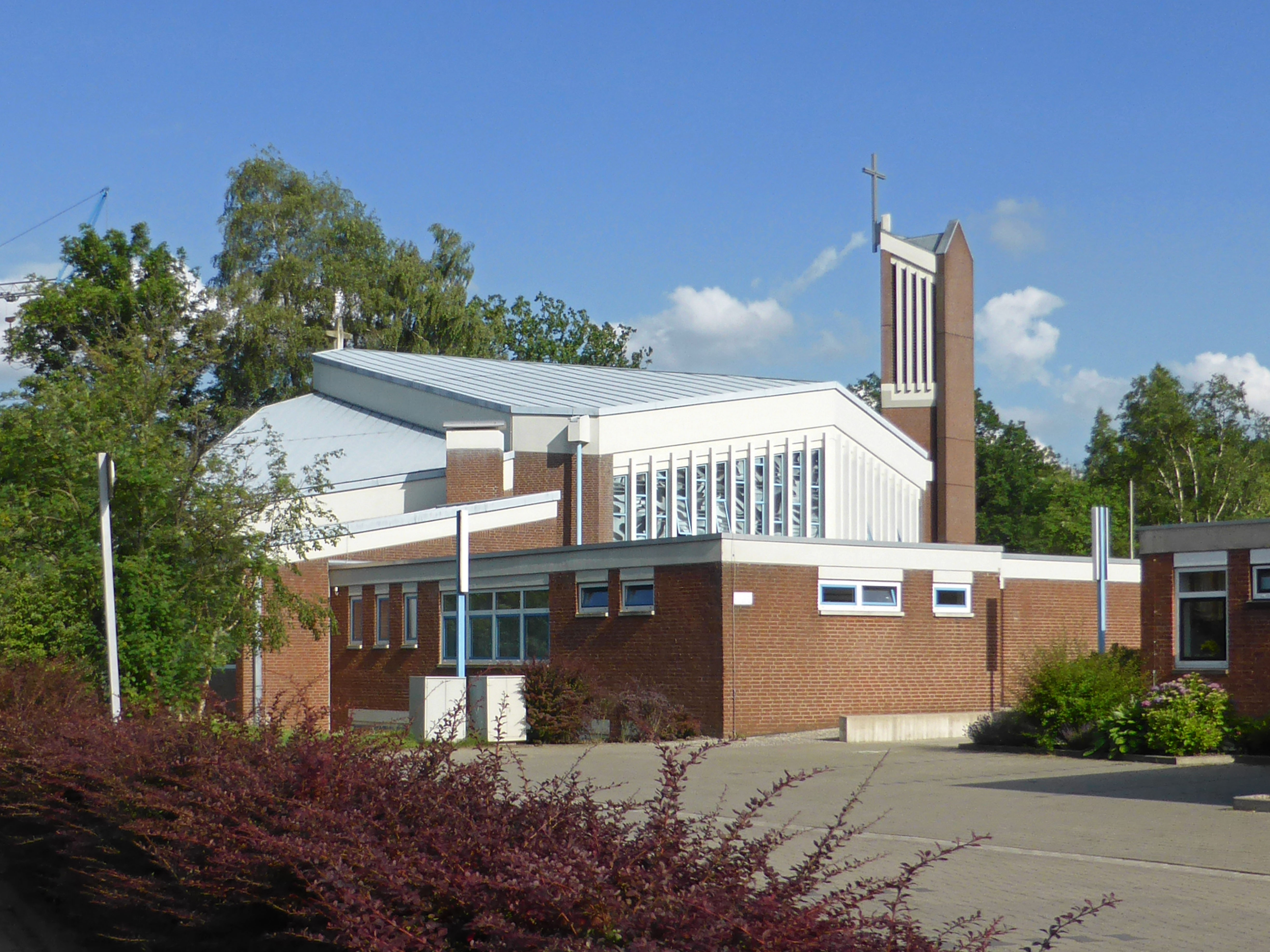
St.-Maria-Regina-Kirche

Die evangelisch-lutherische Stephanuskirche wurde 1956 an der Stephanusstraße errichtet, zu ihr gehört auch der Stephanuspavillon im Zentrum von Berenbostel. Ihre gleichnamige Kirchengemeinde gehört zum Stadtkirchenverband Hannover.
Auch die evangelisch-lutherische Silvanus-Kirchengemeinde mit dem Kirchenzentrum an der Straße Auf dem Kronsberg gehört zum Stadtkirchenverband.
Im Glockenturm der Silvanus-Kirche hängt seit dem 17. Juli 1998 die Kirchenglocke der Evangelischen Pfarrkirche Neidenburg (heute römisch-katholische Kirche in Nidzica) in Masuren. Sie wiegt 180 kg und hat einen Durchmesser von 65 cm. Der Schlagton ist  cis2. Die Inschrift lautet:
Im Zweiten Weltkrieg 1942 zum Einschmelzen für Kanonen demontiert, landete die Glocke auf dem Hamburger Glockenfriedhof. Als 1967 die Silvanus-Gemeinde entstand, wurde eine Barackenkirche mit freistehendem Glockenturm gebaut.
Die katholische Kirche St.-Maria-Regina befindet sich an der Osterwalder Straße, ihre benachbarte Kindertagesstätte an der Böckeriethe. Die erste katholische Kirche in Berenbostel wurde bereits 1954 errichtet. Nachdem sie zu klein geworden war, erfolgte 1971 an anderer Stelle, aber unter demselben Patronat, die Grundsteinlegung für das heutige Kirchengebäude. Das Gotteshaus mit dem freistehenden Kirchturm wurde 1973 vollendet und gehört seit 2004 zur Pfarrgemeinde St. Raphael mit Sitz im Ortsteil Auf der Horst.

## Politik

### Ortsrat
Der gemeinsame Ortsrat von Berenbostel und Stelingen setzt sich aus vier Ratsfrauen und sieben Ratsherren zusammen.
Sitzverteilung
- SPD: 5 Sitze
- Gruppe CDU: 4 Sitze
- FDP: 1 Sitz
- Grüne: 1 Sitz

(Stand: Kommunalwahl 2021)

### Ortsbürgermeister
Die Ortsbürgermeisterin ist Marlies Jasiniok (SPD). Ihre Stellvertreter sind Caroline Lichtblau (SPD) und Klaus Hasselhorst (CDU).

### Wappen
Der Entwurf des Kommunalwappens von Berenbostel stammt von dem Heraldiker und Autor Werner Kaemling, der einige Wappen in der Region Hannover entworfen hat. Die Genehmigung des Wappens wurde durch den Regierungspräsidenten in Hannover am 11. Oktober 1963 erteilt.
| Wappen von Berenbostel | Blasonierung: „In Blau ein rot-bewehrter und -gezungter, goldener Löwe, der in der rechten Vorderpranke einen silbernen Hammer mit hölzernem schwarzen Stiel hält und seine rechte Hinterpranke auf zwei übereinandergelegte, gegeneinander leicht versetzte, rote Ziegelsteine stützt.“ |
| Wappen von Berenbostel | Wappenbegründung: In dem Wappenbuch des Landkreises Hannover steht hierzu: „Der Löwe symbolisiert die jahrhundertelange Zugehörigkeit Berenbostels zum Einflussgebiet der Grafen von Roden-Wunstorf. Der Hammer steht als Sinnbild für eine besonders in der Vergangenheit sehr rege Kleineisenfertigung. Die Ziegelsteine weisen auf die Rolle Berenbostels als Fabrikationsstätte für Baustoffe hin.“ |

### Flagge
Die Gemeindeflagge ist blau – gelb – rot gestreift und mit dem Wappen belegt.

## Kultur und Sehenswürdigkeiten

### Bauwerke
- Stephanuskirche
- St.-Maria-Regina-Kirche

### Naherholung und Regelmäßige Veranstaltungen
- Der Bürgerpark im Ortszentrum dient der Erholung und für Veranstaltungen, wie dem traditionellen Matjesfest im Juni. Unweit des Ortes liegt der Ortsteil Köllingsmoor, auch das Gebiet Auf dem Schacht ist ein Ziel bei Wanderungen über Stelingen bis nach Engelbostel.
- In der Rudolf-Harbig-Halle finden verschiedene Showveranstaltungen statt und das Nikolausfest entlang der Roten Reihe ist eines der größten der Region.

### Musik
Am Geschwister-Scholl-Gymnasium Berenbostel besteht die landesweit bekannte Big Band Berenbostel und die Stage-Band des Gymnasiums Berenbostels.

## Wirtschaft und Infrastruktur

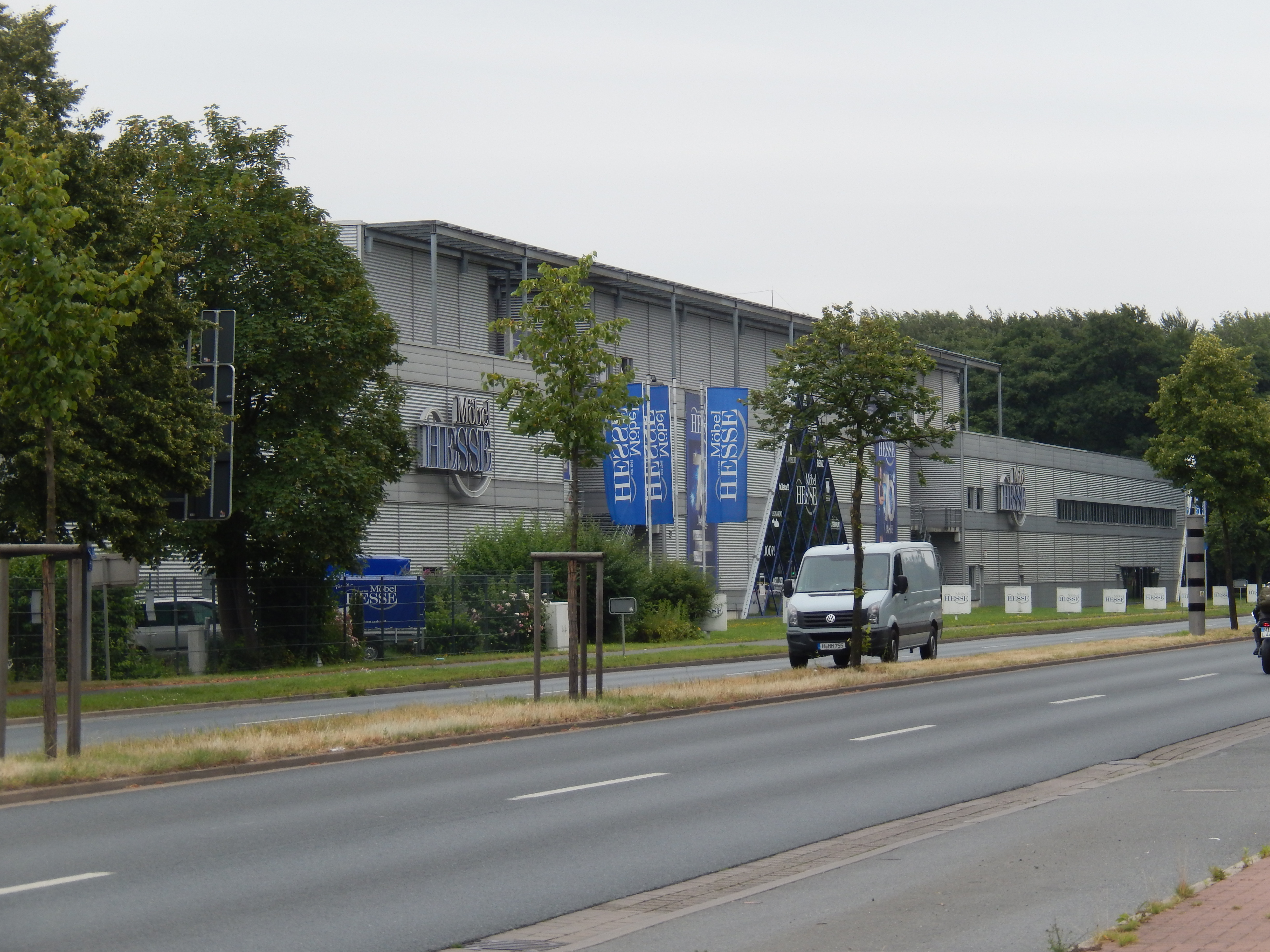
Möbel Hesse an der Bundesstraße B 6 in Berenbostel

Die Einkaufsstraße entlang der Roten Reihe bildet das Zentrum des Ortes. Am Dorfplatz erinnert der Brunnenstein an die alten Ziegeleien des Ortes.
An der Bundesstraße B 6 befinden sich ein Möbelmarkt und weitere Fachmärkte. Daneben steht ein restaurierter Dampfzug, der zu einem Restaurant umgebaut wurde.
Sechs Buslinien des Großraum-Verkehrs Hannover bedienen in Berenbostel 27 Haltestellen, nachts ergänzt von zwei Nachtbuslinien.

## Persönlichkeiten

### Söhne und Töchter des Ortes
- Henry Meyer-Brockmann (1912–1968), Zeichner, Illustrator, Pressezeichner und Karikaturist
- Oskar Becker (* 1927), Lehrer, Oberstudienrat, Philosoph, Schriftsteller und Romancier
- Dieter Wallraff (1942–1995), Politiker (SPD) und Mitglied des Niedersächsischen Landtages

### Personen, die mit dem Ort in Verbindung stehen
- Karl Hapke (1876–1955), Maler und Professor, der vor allem als „Maler Alt-Hannovers“ bekannt wurde, er fand u. a. in Berenbostel nach dem Zweiten Weltkrieg Asyl
- Pauline Bubenzer, geborene Fisher (1878–1964), Schauspielerin, die unter dem Künstlernamen Paula Nicolai auftrat, Ehefrau von Franz Bubenzer, sie starb in Berenbostel
- Eckart Meyer (1907–1990), Phytopathologe, Ordinarius und Direktor am Institut für Pflanzenkrankheiten und Pflanzenschutz an der TH bzw. TU Hannover, lebte in Berenbostel[15]
- Rudolf Harbig (1913–1944), Leichtathlet, der vor allem als Mittelstreckenläufer erfolgreich war, nach ihm wurde eine Sporthalle in Berenbostel benannt
- Rolf Irle (1935–2023), Musikethnologe und Sammler mit dem Schwerpunkt auf außereuropäische Musikinstrumente, Ehrenbürger der Universität Hildesheim, bis zu seiner Pensionierung 1994 war er Konrektor der Realschule in Berenbostel
- Fritz Baltruweit (* 1955), evangelisch-lutherischer Pastor und Liedermacher, war von 1984 bis 1992 Pastor an der Stephanus-Kirchengemeinde in Berenbostel
- Uwe Sternbeck (* 1962), Politiker (Bündnis 90/Die Grünen) und von 2004 bis 2019 Bürgermeister der Stadt Neustadt am Rübenberge, er wuchs u. a. in Berenbostel auf
- Erdoğan Atalay (* 1966), Schauspieler, er wuchs in Berenbostel auf
- Stefan Birkner (* 1973), Politiker (FDP) und Mitglied des Niedersächsischen Landtages, er besuchte die Orientierungsstufe und das Geschwister-Scholl-Gymnasium in Berenbostel
- Melanie Brinkmann (* 1974), Professorin für Virologie, wuchs in Berenbostel auf[16]
- Andrea Paluch (* 1970), Schriftstellerin und Übersetzerin, sie besuchte das Geschwister-Scholl-Gymnasium in Berenbostel